# Juan Yustrich
Juan Elías Yustrich (* 9. Juli 1909 in Rosario; † 6. Oktober 2002 in Buenos Aires) war ein argentinischer Fußballtorhüter. In den 1930er-Jahren gewann er mit den Boca Juniors zwei Meistertitel.

## Karriere
Nachdem er die Jugend bei Provincial de Rosario in seiner Heimatstadt verbracht hatte, wurde Juan Yustrich 1932 vom Hauptstadtverein Boca Juniors unter Vertrag genommen. Der Sohn kroatischer Eltern debütierte für die Boca Juniors am 13. März 1932 beim 5:2-Erfolg über Club Atlético Atlanta. In den folgenden sechs Jahren hütete Yustrich das Tor des Vereins aus dem Arbeiterviertel La Boca und machte in dieser Zeit insgesamt 173 Spiele im Ligabetrieb der Primera División. 
Als Titelverteidiger in die Saison gestartet, wurde Yustrichs erste Saison im Trikot der Boca Juniors, die Spielzeit 1932, nur auf Platz vier beendet. Auch im Folgejahr wurde mit Rang zwei die Meisterschaft um einen Punkt gegenüber CA San Lorenzo de Almagro verpasst. Im dritten Anlauf gelang schließlich der erste Gewinn der argentinischen Fußballmeisterschaft für Juan Yustrich. Die Primera División 1934 endete für die Boca Juniors auf dem ersten Platz mit einem Vorsprung von einem Zähler gegenüber dem zweitplatzierten CA Independiente. Während man mit 101 Toren die beste Offensive der Liga stellte, musste Juan Yustrich als Keeper des neuen Meisters mit 62 Gegentoren relativ oft hinter sich greifen, was aber dennoch zur Meisterschaft reichte. Im folgenden Jahr konnte man diesen Titelgewinn verteidigen und belegte erneut vor Independiente den ersten Platz in der höchsten argentinischen Fußballliga. Diesmal trennten das Team von Trainer Mario Fortunato drei Punkte vom ersten Verfolger. Juan Yustrich musste als Keeper diesmal die wenigsten Tore aller Erstligisten hinnehmen.
Nach zwei weiteren Spielzeiten ohne Titelgewinn mit den Boca Juniors wechselte Juan Yustrich den Arbeitgeber und schloss sich Gimnasia y Esgrima La Plata an. Die Primera División 1938 beendete Yustrich mit seinem neuen Verein auf dem fünften Platz und sorgte damit für eine kleine Überraschung. Ein Jahr später fand man sich jedoch im Tabellenkeller wieder und belegte am Ende der Spielzeit nur Tabellenplatz fünfzehn.
Von 1940 bis 1941 hatte Juan Yustrich seine letzte Karrierestation bei CA Lanús, wo er noch einmal 53 Ligaspiele in zwei Jahren machte. Mit den Platzierungen fünfzehn und vierzehn wurde beide Male der Abstieg aus der Primera División nur knapp verhindert. Nach Ende der Saison 1941 beendete Juan Yustrich seine Karriere als aktiver Torhüter im Alter von 32 Jahren. Danach zog er sich weitestgehend aus dem Fußballgeschäft zurück. Im hohen Alter von 93 Jahren verstarb Juan Yustrich am 6. Oktober 2002 in einem Krankenhaus in Buenos Aires an den Folgen einer Ischämie.

## Erfolge
- Argentinischer Meister: 2×

1934 und 1935 mit den Boca Juniors